# Ocnophila willemsei
Ocnophila willemsei är en insektsart som beskrevs av Günther 1935. Ocnophila willemsei ingår i släktet Ocnophila och familjen Diapheromeridae. Inga underarter finns listade i Catalogue of Life.